# Hydropsyche lagranja
Hydropsyche lagranja là một loài Trichoptera trong họ Hydropsychidae. Chúng phân bố ở miền Cổ bắc.